# Zlatý míč 2006
Zlatý míč, cenu pro nejlepšího fotbalistu světa dle mezinárodního panelu sportovních novinářů, v roce 2006 získal italský fotbalista Fabio Cannavaro.

## Pořadí

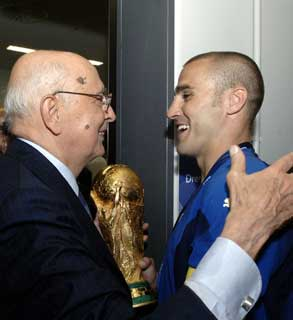
Cannavaro (vpravo) a italský prezident Giorgio Napolitano se Zlatou Niké (2006)

| Pořadí | Hráč               | Reprezentace      | Kluby                         | Body |
| ------ | ------------------ | ----------------- | ----------------------------- | ---- |
| 1      | Fabio Cannavaro    | Itálie            | Juventus Turín / Real Madrid  | 173  |
| 2      | Gianluigi Buffon   | Itálie            | Juventus Turín                | 124  |
| 3      | Thierry Henry      | Francie           | Arsenal FC                    | 121  |
| 4      | Ronaldinho         | Brazílie          | FC Barcelona                  | 73   |
| 5      | Zinédine Zidane    | Francie           | Real Madrid                   | 71   |
| 6      | Samuel Eto'o       | Kamerun           | FC Barcelona                  | 67   |
| 7      | Miroslav Klose     | Německo           | Werder Bremen                 | 28   |
| 8      | Didier Drogba      | Pobřeží slonoviny | Chelsea                       | 25   |
| 9      | Andrea Pirlo       | Itálie            | AC Milan                      | 17   |
| 10     | Jens Lehmann       | Německo           | Arsenal FC                    | 13   |
| 11     | Deco               | Portugalsko       | FC Barcelona                  | 11   |
| 11     | Kaká               | Brazílie          | AC Milan                      | 11   |
| 13     | Franck Ribéry      | Francie           | Marseille                     | 9    |
| 14     | Gennaro Gattuso    | Itálie            | AC Milan                      | 5    |
| 14     | Patrick Vieira     | Francie           | Juventus Turín / Inter Milan  | 5    |
| 14     | Cristiano Ronaldo  | Portugalsko       | Manchester United             | 5    |
| 17     | Frank Lampard      | Anglie            | Chelsea                       | 3    |
| 17     | Lukas Podolski     | Německo           | 1. FC Köln / Bayern Mnichov   | 3    |
| 17     | Carles Puyol       | Španělsko         | FC Barcelona                  | 3    |
| 20     | Juninho            | Brazílie          | Olympique Lyon                | 2    |
| 20     | Lionel Messi       | Argentina         | FC Barcelona                  | 2    |
| 20     | Luca Toni          | Itálie            | Fiorentina                    | 2    |
| 20     | John Terry         | Anglie            | Chelsea                       | 2    |
| 20     | Gianluca Zambrotta | Itálie            | Juventus Turín / FC Barcelona | 2    |
| 25     | Philipp Lahm       | Německo           | Bayern Mnichov                | 1    |
| 25     | David Villa        | Španělsko         | Valencia                      | 1    |